# Lux ex Silesia
Lux ex Silesia – polska nagroda regionalna, ufundowana w 1994 przez metropolitę górnośląskiego abp. Damiana Zimonia przeznaczona dla tych, którzy w swej działalności naukowej lub artystycznej ukazują wysokie wartości moralne i wnoszą trwały wkład w kulturę Górnego Śląska.
Nazwa nagrody nawiązuje do dominikanów: św. Jacka i bł. Czesława Odrowążów, o których mówiono w Krakowie Ex Silesia Lux – Światło ze Śląska. Nagroda wręczana jest z okazji rozpoczęcia roku akademickiego w katowickiej archikatedrze.

## Laureaci nagrody Lux ex Silesia
- 1994 – Irena Bajerowa (językoznawca)
- 1995 – Wojciech Kilar (kompozytor)
- 1996 – ks. abp Alfons Nossol (biskup diecezjalny opolski, teolog, ekumenista)
- 1997 – Jerzy Zieliński (lekarz urolog)
- 1998 – August Chełkowski (fizyk, Marszałek Senatu RP)
- 1999 – ks. Stanisław Tkocz (wieloletni redaktor „Gościa Niedzielnego”
- 2000 – Kornel Gibiński (lekarz, prekursor m.in. gastroenterologii)
- 2001 – Franciszek Kokot (lekarz nefrolog, endokrynolog i patofizjolog)
- 2002 – Tadeusz Sławek (anglista, poeta, historyk i teoretyk literatury)
- 2003 – Henryk Mikołaj Górecki (kompozytor)
- 2004 – Julian Gembalski (organista, konstruktor organów)
- 2005 – ks. Remigiusz Sobański (prawnik kanonista)
- 2006 – Anna Sekudewicz (dziennikarka Polskiego Radia Katowice)
- 2007 – Szczepan Wesoły (arcybiskup, duszpasterz Polonii na świecie)
- 2008 – Wilibald Winkler (naukowiec związany z Politechniką Śląską)
- 2009 – Zespół Pieśni i Tańca „Śląsk”
- 2010 – Andrzej Jasiński (pianista i pedagog)[2]
- 2011 – Jan Malicki (dyrektor Biblioteki Śląskiej)[3]
- 2012 – Maciej Bieniasz (grafik, profesor)
- 2013 – ks. Wincenty Myszor (historyk, profesor)
- 2014 – Teresa i Eugeniusz Maliccy (prowadzący rekolekcje małżeńskie i przygotowanie do małżeństwa metodą dialogową)
- 2015 – Franciszek Pieczka (aktor)[4]
- 2016 – Jan Miodek (językoznawca, profesor)[5]
- 2017 – Krystyna Heska-Kwaśniewicz (literaturoznawczyni)[6]
- 2018 – Mieczysław Chorąży (specjalista w dziedzinie onkologii)[7]
- 2019 – Władysław Nasiłowski (lekarz medycyny sądowej)[8]
- 2020 – Dorota Simonides (folklorystka)[9]
- 2021 – Marian Zembala (kardiochirurg)[10]
- 2022 – Antoni Piechniczek (trener reprezentacji Polski w piłce nożnej)[11]
- 2023 – ks. Jerzy Szymik (profesor, teolog, poeta)[12]
- 2024 - Zygmunt Brachmański (rzeźbiarz, medalier)[13]
- 2025 - Jan Henryk Botor (kompozytor)